# Titouan Perrin-Ganier
Titouan Perrin-Ganier (ur. 28 czerwca 1991) – francuski kolarz górski.

## Kariera
Największy sukces w karierze Titouan Perrin-Ganier osiągnął w 2013 roku, kiedy po raz pierwszy w karierze stanął na podium zawodów Pucharu Świata w kolarstwie górskim. Podczas zawodów w Vallnord 25 lipca 2013 roku był trzeci w eliminatorze, przegrywając tylko z Belgiem Fabrice'em Melsem i Argentyńczykiem Catrielem Andrésem Soto. Był ponadto czternasty w cross-country wśród juniorów na mistrzostwach Europy w Zoetermeer oraz szesnasty w eliminatorze podczas ME w Bernie w 2013 roku. Nie brał udziału w igrzyskach olimpijskich.